# Herbert Weiz

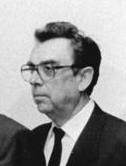
Herbert Weiz (1988)

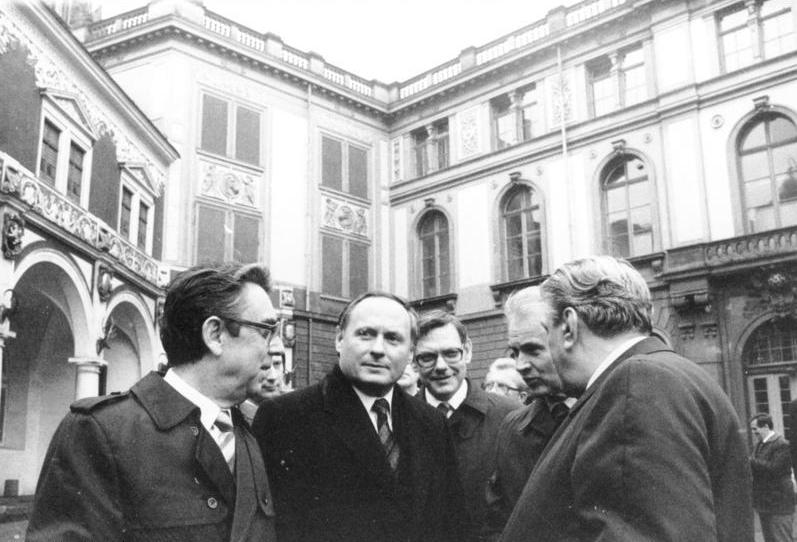
Herbert Weiz (links) beim Besuch von Oskar Lafontaine in Dresden (15. November 1985)

Herbert Weiz (* 27. Juni 1924 in Cumbach; † 22. November 2023 in Egenhausen) war ein deutscher Politiker (SED). Er war Minister für Wissenschaft und Technik und stellvertretender Vorsitzender des Ministerrates der DDR.

## Leben
Weiz, Sohn eines Schuhmachers, besuchte die Volksschule, absolvierte zwischen 1938 und 1941 eine kaufmännische Ausbildung und war bis 1943 Angestellter in Sättelstädt. 1942 wurde er Mitglied der NSDAP. Er wurde 1943 zur Wehrmacht eingezogen und befand sich von 1943 bis Dezember 1945 in US-amerikanischer Kriegsgefangenschaft.
1945 trat er der KPD bei und wurde nach der Zwangsvereinigung von SPD und KPD 1946 Mitglied der SED. Von 1946 bis 1949 studierte er an der Friedrich-Schiller-Universität Jena und schloss sein Studium als Dipl. rer. pol. ab. Von 1949 bis 1951 war er dort Doktorand und zugleich Mitarbeiter und Oberreferent im Ministerium für Wirtschaft und Arbeit in Erfurt. Von 1951 bis 1955 absolvierte er ein Fernstudium als Ingenieur-Ökonom an der Technischen Hochschule Dresden.
Von 1951 bis 1953 war er Abteilungs- bzw. Werkleiter des VEB „Optima“ Büromaschinenwerk Erfurt, anschließend bis 1955 Leiter der Hauptverwaltung Leichtmaschinenbau im Ministerium für Maschinenbau. Von 1955 bis 1962 war Weiz Erster stellvertretender Werkleiter im VEB Carl Zeiss Jena und von 1962 bis 1967 Staatssekretär für Forschung und Technik. 1958 wurde Weiz Mitglied des ZK der SED. 1962 promovierte er sich am Institut für Gesellschaftswissenschaften beim ZK der SED mit einer Dissertation zur Mitrofanow-Methode zum Dr. rer. oec.
Ab 1963 war Weiz Mitglied des Forschungsrates und von 1963 bis März 1990 Abgeordneter der Volkskammer. Ab 1967 fungierte er als stellvertretender Vorsitzender des Ministerrates und wurde 1974 als Nachfolger von Günter Prey Minister für Wissenschaft und Technik. Im November/Dezember 1989 trat er  von allen Ämtern mit der Regierung Willi Stoph und dem ZK zurück. Weiz war zudem stellvertretender Vorsitzender des DDR-Parts der Regierungskommission für ökonomische und wissenschaftliche-technische Zusammenarbeit zwischen der DDR und der UdSSR.

## Auszeichnungen
Weiz wurde mit dem Orden „Banner der Arbeit“ (1959), mit den Vaterländischen Verdienstorden in Bronze (1959), in Silber (1970) und in Gold (1976) sowie mit der Ehrenspange zum Vaterländischen Verdienstorden in Gold (1984) und dem Karl-Marx-Orden (1989) ausgezeichnet.
1986 erhielt er den Dr.-Ing. h. c. der Technischen Universität Karl-Marx-Stadt.